# Финтина-Ойлор
Финтина-Ойлор (рум. Fântâna Oilor) — село у повіті Тулча в Румунії. Входить до складу комуни Доробанцу.
Село розташоване на відстані 178 км на схід від Бухареста, 51 км на південний захід від Тулчі, 88 км на північ від Констанци, 58 км на південь від Галаца.

## Населення
За даними перепису населення 2002 року у селі проживали 77 осіб, усі — румуни. Усі жителі села рідною мовою назвали румунську.